# Jambaljamts Sainbayar
Jambaljamts Sainbayar (ur. 4 września 1996 w Ułan Bator) – mongolski kolarz szosowy.
Startując w wyścigu ze startu wspólnego podczas Mistrzostw Świata w Kolarstwie Szosowym 2021 został drugim reprezentantem Mongolii biorącym udział w tej konkurencji w szosowym mistrzostwach świata elity (wcześniej, w 2016, startował Myagmarsuren Baasankhuu).

## Osiągnięcia
Opracowano na podstawie:

2018
- 3. miejsce w mistrzostwach Azji U23 (start wspólny)
- 1. miejsce w mistrzostwach Mongolii U23 (start wspólny)

2019
- 2. miejsce w mistrzostwach Mongolii (jazda indywidualna na czas)
- 2. miejsce w mistrzostwach Mongolii (start wspólny)
- 1. miejsce w klasyfikacji punktowej Tour of Xingtai
- 1. miejsce na 6. etapie Tour of Fuzhou

2021
- 2. miejsce w Germenica Grand Prix
- 1. miejsce w Kahramanmaraş Grand Prix
- 2. miejsce w Grand Prix Erciyes
- 2. miejsce w Grand Prix Kayseri
- 1. miejsce w Tour of Thailand

2022
- 3. miejsce w Grand Prix Gündoğmuş
- 2. miejsce w mistrzostwach Azji (jazda drużynowa na czas)
- 3. miejsce w mistrzostwach Azji (start wspólny)
- 1. miejsce w mistrzostwach Mongolii (jazda indywidualna na czas)
- 3. miejsce w mistrzostwach Mongolii (start wspólny)
- 1. miejsce w Grand Prix Develi
- 2. miejsce w Tour of Sakarya
  - 1. miejsce na 1. etapie

## Rankingi
| Rok           | 2016  | 2017  | 2018 | 2019 | 2020 | 2021 | 2022 | 2023 | 2024 |
| ------------- | ----- | ----- | ---- | ---- | ---- | ---- | ---- | ---- | ---- |
| World Ranking | 1769. | 1839. | 608. | 773. | 696. | 392. | 160. | 144. | 320. |
| UCI Asia Tour | 319.  | 314.  | 50.  | 38.  | 27.  | 3.   | 2.   | 2.   | 5.   |
|               |       |       |      |      |      |      |      |      |      |
| Źródło: UCI   |       |       |      |      |      |      |      |      |      |